# Ермоловский переулок
Ермо́ловский переу́лок — переулок в городе Сестрорецке Курортного района Санкт-Петербурга. Проходит от Малой Канонерской улицы до Сестрорецкой железнодорожной линии.
Название известно с 1898 года. Происходит от наименования параллельного Ермоловского проспекта, а тот — от фамилии чиновника А. С. Ермолова.

## Застройка
- № 5 — жилой дом (1926[2])